# Nomada ecarinata
Nomada ecarinata är en biart som beskrevs av Morawitz 1888. Nomada ecarinata ingår i släktet gökbin, och familjen långtungebin. Inga underarter finns listade i Catalogue of Life.